# Lupa-Recea, Strășeni
Lupa-Recea este un sat din comuna Codreanca, raionul Strășeni.

## Galerie de imagini

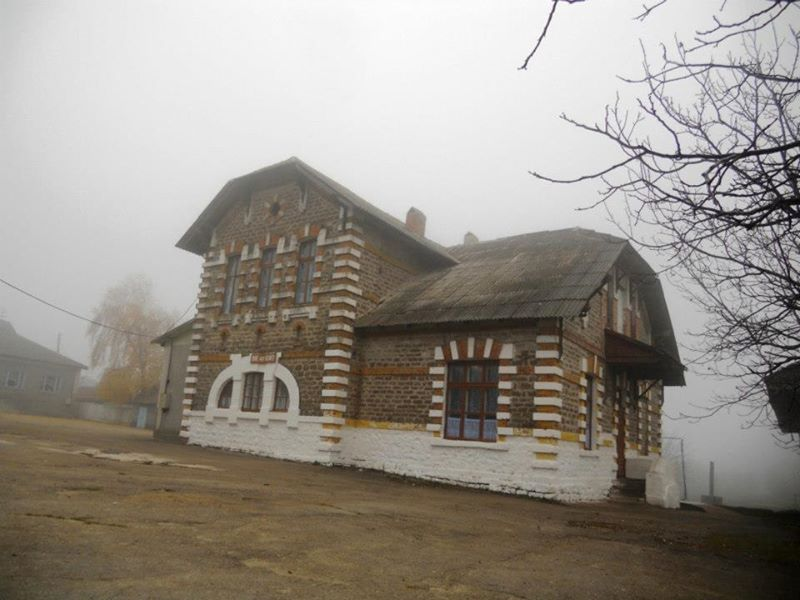
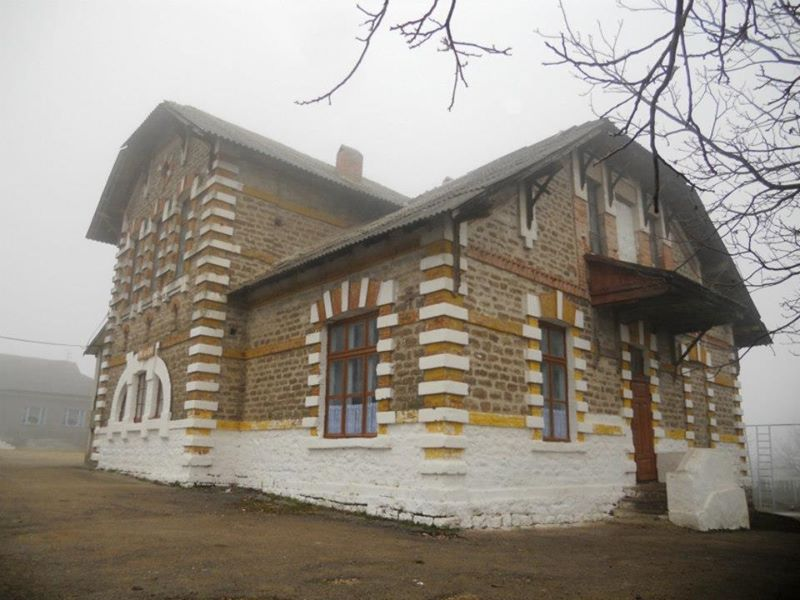
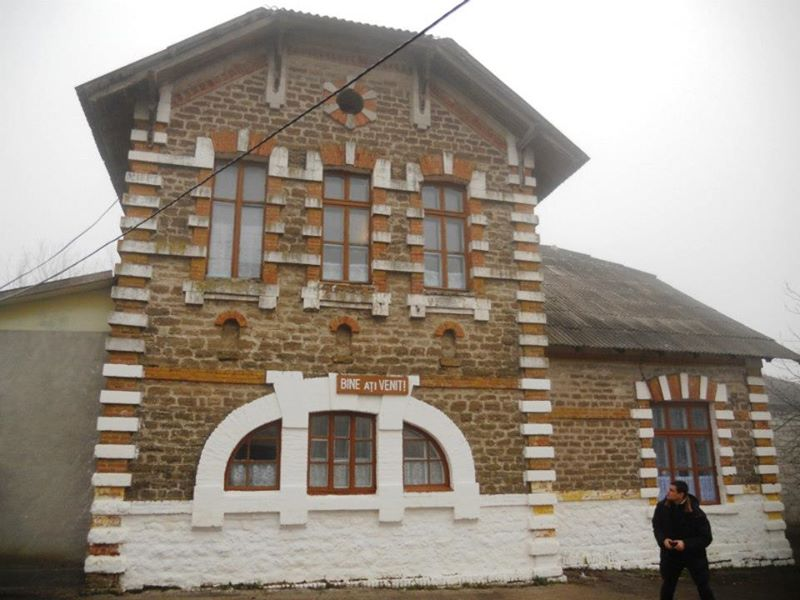
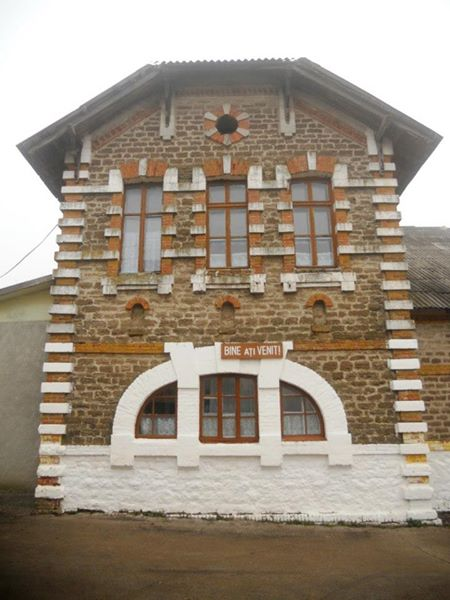

Conacul Cristi-Korotnev